# Vanessa Feliciano
Vanessa Feliciano (ur. 1 czerwca 1990 w Rio do Sul) – brazylijska szachistka, mistrzyni międzynarodowa od 2013 roku.

## Kariera szachowa
Czterokrotnie zwyciężała w mistrzostwach Brazylii w latach 2009–2010 i 2013–2014. Reprezentowała Brazylię na igrzyskach olimpijskich w 2013 w Dreźnie, w 2012 w Stambule i w 2014 w Tromso.
Najwyższy ranking w dotychczasowej karierze osiągnęła 1 listopada 2014 roku, z wynikiem 2290 punktów.